# 페멕스 본사 빌딩
페멕스 본사 빌딩(스페인어: Torre Ejecutiva Pemex)은 멕시코 멕시코시티에 위치한 페멕스의 본사 건물이다. 2013년 1월 31일, 폭발이 일어나 33명이 사망하였으며, 100여명이 부상당했다.

## 갤러리

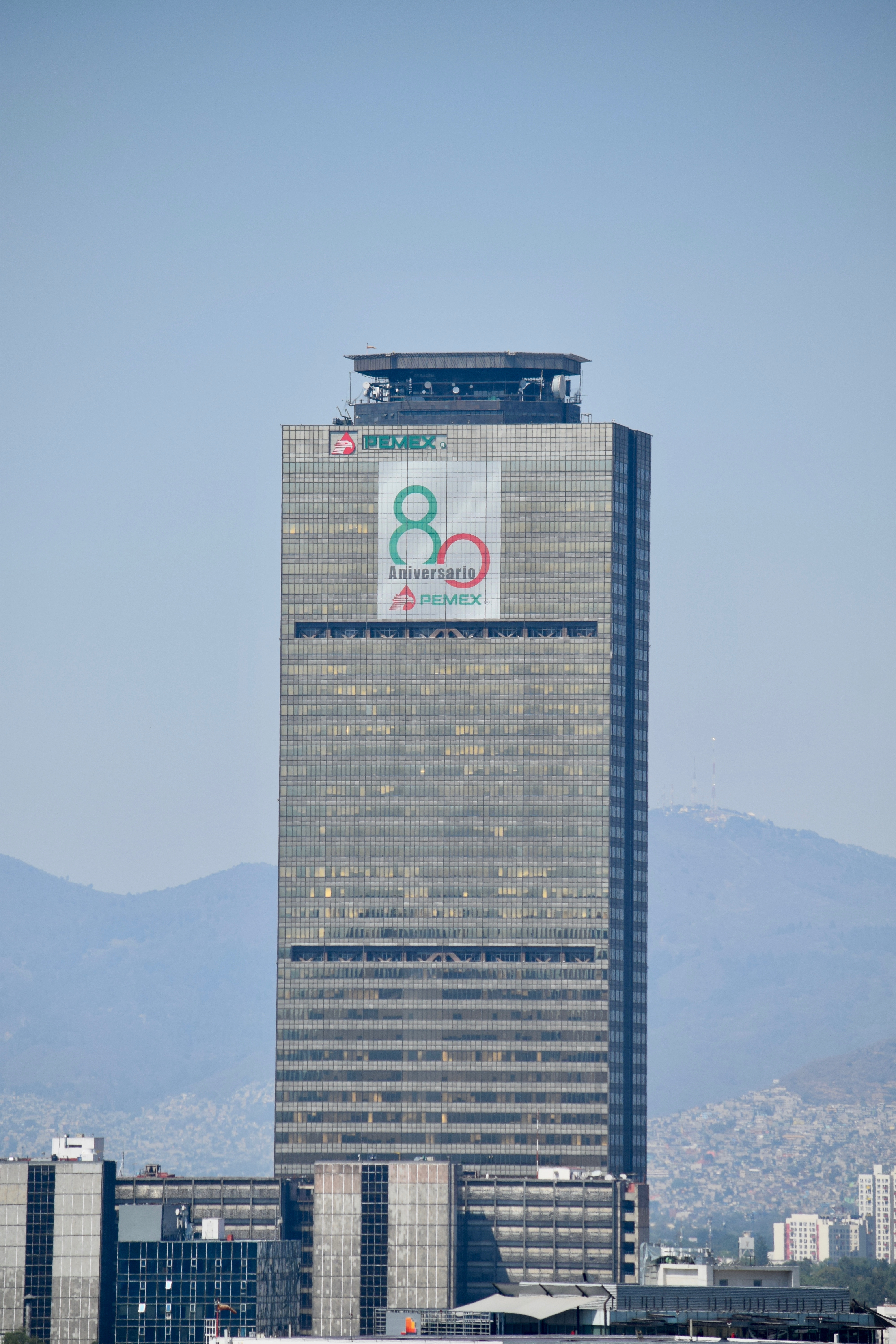
페멕스 본사 빌딩

## 같이 보기
- 멕시코의 마천루 목록